# Bernhard Jensen
Jacob Bernhard Christian Jensen (ur. 16 lutego 1912 w Odense, zm. 17 czerwca 1997 w Kirke Hvalsø) – duński kajakarz. Srebrny medalista olimpijski z Londynu.
Zawody w 1948 były jego jedynymi igrzyskami olimpijskimi. Zajął drugie miejsce w kajakowej dwójce na dystansie 1000 metrów, wspólnie z nim płynął Ejvind Hansen. Zdobył dwa brązowe medale mistrzostw świata w 1948. Był trzeci w kajakowej dwójce i sztafecie K-1 4 × 500 metrów. 